# Chery A1
El Chery A1 es un automóvil de bajo coste, desarrollado por la firma Chery Auto para el mercado global.

## Historia
Es el primero de los coches globales de Chery, ya que el A1 no solo se vende en China sino también en otros mercados como el de algunos países europeos y así como en el suramericano, donde además se ensambla, junto con la SUV Tiggo, en las fábricas de Las Tejerías en Venezuela (ZGT Auto), en donde operaba la planta de ensamblaje de la Honda anteriormente, y en la de Oferol, ubicada en Paso Carrasco, Canelones, Uruguay.

## Características
Su lugar principalmente es la ciudad con solo 3,7 metros de longitud, en sus prestaciones destacan los 160 km/h que puede alcanzar este vehículo como velocidad máxima.

### Motorización
El A1 está disponible con un motor ACTECO SQR473F de 1.3 litros, el cual cuenta con doble árbol de levas y 4 válvulas por cilindro, dándole un rendimiento de 61 kilovatios (83 CV) y un par máximo de 114 N · m (84 lb · ft ). La nueva gama del A1 está formada por un único motor de 1.3 litros y 83 caballos (62 kW), y hasta hace poco tiempo se ofrecía un propulsor de menor cilindrada y potencia, un 1.1 litros de 67 caballos (50 kW) como opcional, que fue descontinuado.